# Висниерска, Эва
Э́ва Висние́рска, Ева Вишне́рская (пол. Ewa Wiśnierska) — немецкая парапланеристка польского происхождения. Мировую славу обрела не из-за спортивных достижений, а из-за невероятной истории спасения в экстремальных условиях.
Позиционируется как «самая удачливая женщина в мире», выжившая в мощнейшем грозовом облаке, восходящие тепловые потоки которого забросили её на приборную высоту 9946 метров во время тренировочного полёта в юго-восточной Австралии.

## Биография
Эва Висниерска, урождённая Чеслевич (Cieślewicz), родилась 23 декабря 1971 года в городе Нысе (Польша), неоднократная победительница Германии по парапланерному спорту.

## Происшествие
14 февраля 2007 35-летняя Эва Висниерска среди двухсот других парапланеристов приняла участие в тренировочном полёте в Новом Южном Уэльсе (Австралия), готовясь к чемпионату мира, который должен был открыться на следующей неделе в Манилье (Австралия).
Когда участники полётов были довольно далеко от места старта, впереди разразился сильный шторм. Не в силах ему противостоять (она летела уже очень высоко, когда он начал формироваться), восходящими воздушными потоками Эва была занесена в грозовую тучу со скоростью около 40 м/с на приборную высоту около 9 946 метров. На этой высоте окружающая температура составляет около −50 °C, и в таких условиях при нехватке кислорода Эва потеряла сознание.
Она провела в таком состоянии около 40 минут. Врачи позже сказали, что это, возможно, спасло ей жизнь, поскольку деятельность сердца и других органов тела в экстремальных условиях замедлились, тело погрузилось в своеобразное состояние гибернации (замедленной жизнедеятельности, подобной спячке животных). Так, считают неспециалисты, в действительности, условия на указанной высоте не соответствовали условиям спокойной атмосферы, поскольку грозовая облачность производит заброс воздуха в верхние слои, делая атмосферу теплее и плотнее. Так, на высоте 9946 атмосфера в тот день могла быть эквивалентна по давлению 6-7 км (GPS-альтиметр это не определит), а по температуре до −15, и именно поэтому Эва не получила смертельных обморожений и необратимых изменений в мозге.
В какой-то момент от тяжести налипшего льда параплан сложился. Бесчувственная парапланеристка падала со скоростью более 200 км в час до высоты 6 900 метров, когда параплан вновь раскрылся, и от встряски Эва пришла в себя. Она увидела лёд, сформировавшийся на её солнечных очках, на куполе параплана и на приборах, которые сохранили параметры необычайного полёта.
Несмотря на сильнейший стресс и недостаток кислорода, благодаря опыту и самообладанию, Эва предприняла попытку снизиться. Когда ещё через 40 минут ей удалось выйти из грозового облака на самой его границе, она увидела небольшую сельскохозяйственную ферму, полетела к ней и приземлилась поблизости через 3,5 часа после старта.
Её нашли австралийские парапланеристы примерно в 60 км от места старта, где-то между Ниагарой и Баррабой. Висниерска осталась жива, получила серьёзные обморожения, в частности, едва не лишилась ушей.
42-летний китайский парапланерист Хэ Чжон Пин (He Zhongpin), втянутый в то же самое облако, был найден мёртвым в 75 км от стартовой площадки, спустя день после того, как пропал без вести.

## Фильм
В 2010 году телекомпании ABC1 и France 5 сняли документальный фильм «Чудо в бурю» (англ. Miracle in the storm) об её истории. Фильм был номинирован и выиграл награду Австралийского института кино в номинации лучший «документальный фильм» 2010 года.